# Погоник
Погоник (на словенски: Pogonik) е село в Словения, регион Средна Словения, община Лития. Според Националната статистическа служба на Република Словения през 2015 г. селото има 5 жители.